# 감천만
감천만(甘川灣)은 부산광역시 사하구와 서구 경계권에 위치한 만(灣)이다. 감천동과 다대동, 암남동 인근에 위치하며 암남동 동쪽으로는 송도해수욕장이 있다.